# NGC 1097
NGC 1097 eller Caldwell 67 är en stavgalax upptäckt 1790 av William Herschel och kan observeras med ett litet teleskop. Den ligger ungefär 4 grader norr om NGC 1049 i stjärnbilden Ugnen på ett avstånd av ca 45 miljoner ljusår från solsystemet och har skenbar magnitud 10,2 och ett mycket ljust centrum.  Den är en kraftigt växelverkande galax med tydliga tidvattenfragment och distorsioner orsakade av växelverkan med den följeslagna galaxen NGC 1097A.

## Allmän information
NGC 1097 är också en Seyfertgalax. Djupfotografier visade fyra smala optiska jetstrålar som verkar utgå från kärnan. Dessa har tolkats som manifestationer av den (för närvarande svaga) aktiva kärnan. Efterföljande analys av den ljusaste jetens radio-till-röntgenspektrala energifördelning kunde utesluta synkrotron- och termisk fri-fri emission. De optiska jetstrålarna består i själva verket av stjärnor. Misslyckandet med att detektera atomär vätgas i jetstrålarna (under antagandet att de var ett exempel på tidvattensvansar) med hjälp av djup 21 cm HI-avbildning med Very Large Array-radioteleskopet och numeriska simuleringar ledde till den nuvarande tolkningen att jetstrålarna faktiskt är de krossade resterna av en kannibaliserad dvärggalax.
NGC 1097 har ett supermassivt svart hål i centrum, vilket har en massa av 140 miljoner solmassor. Runt det centrala svarta hålet finns en glödande ring av stjärnbildande områden med ett nätverk av gas och stoft som spiralerar från ringen till det svarta hålet. Ett inflöde av material mot galaxens centrala stav gör att nya stjärnor skapas i ringen. Ringen är ungefär 5 000 ljusår i diameter, och galaxens spiralarmar sträcker sig tiotusentals ljusår bortom ringen.
NGC 1097 har två satellitgalaxer, NGC 1097A och NGC 1097B. Den elliptiska dvärggalaxen NGC 1097A är den större av de två. Det är en säregen elliptisk galax som kretsar 42 000 ljusår från NGC 1097:s centrum. Dvärggalaxen NGC 1097B (5 miljoner solmassor), den yttersta, upptäcktes genom dess höga emission och verkar vara en typisk oregelbunden dvärggalax. Inte mycket är känt om den. 

## Supernovor
Fyra supernovor har observerats i NGC 1097:
- SN 1992bd (typ II, magnitud 15) upptäcktes av Chris Smith och Lisa Wells den 12 oktober 1992.[7][8]
- SN 1999eu (typ II-pec, magnitud 17,3) upptäcktes av Masakatsu Aoki den 5 november 1999.[9][10]
- SN 2003B (typ II, magnitud 15) upptäcktes av Robert Evans den 5 januari 2003.[11][12][13]
- SN 2023rve (typ II, magnitud 14) upptäcktes av Mohammad Odeh den 8 augusti 2023.[14][15]

## Galleri

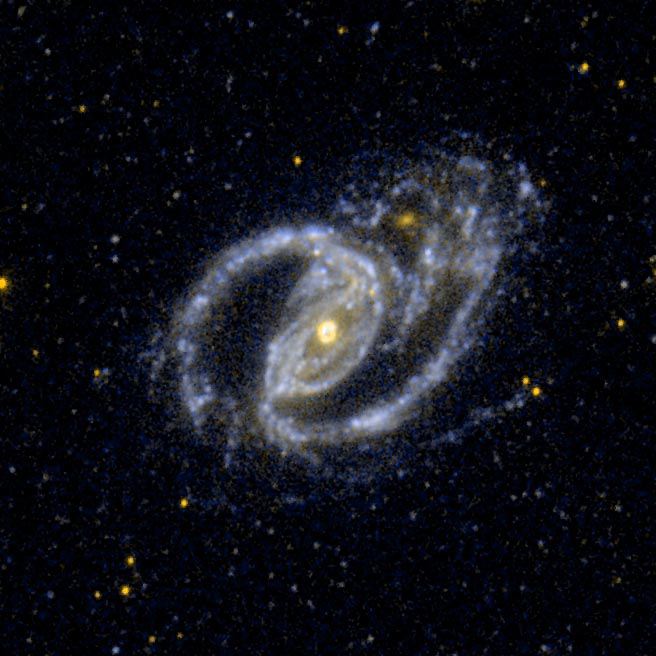
Ultraviolet,  GALEX
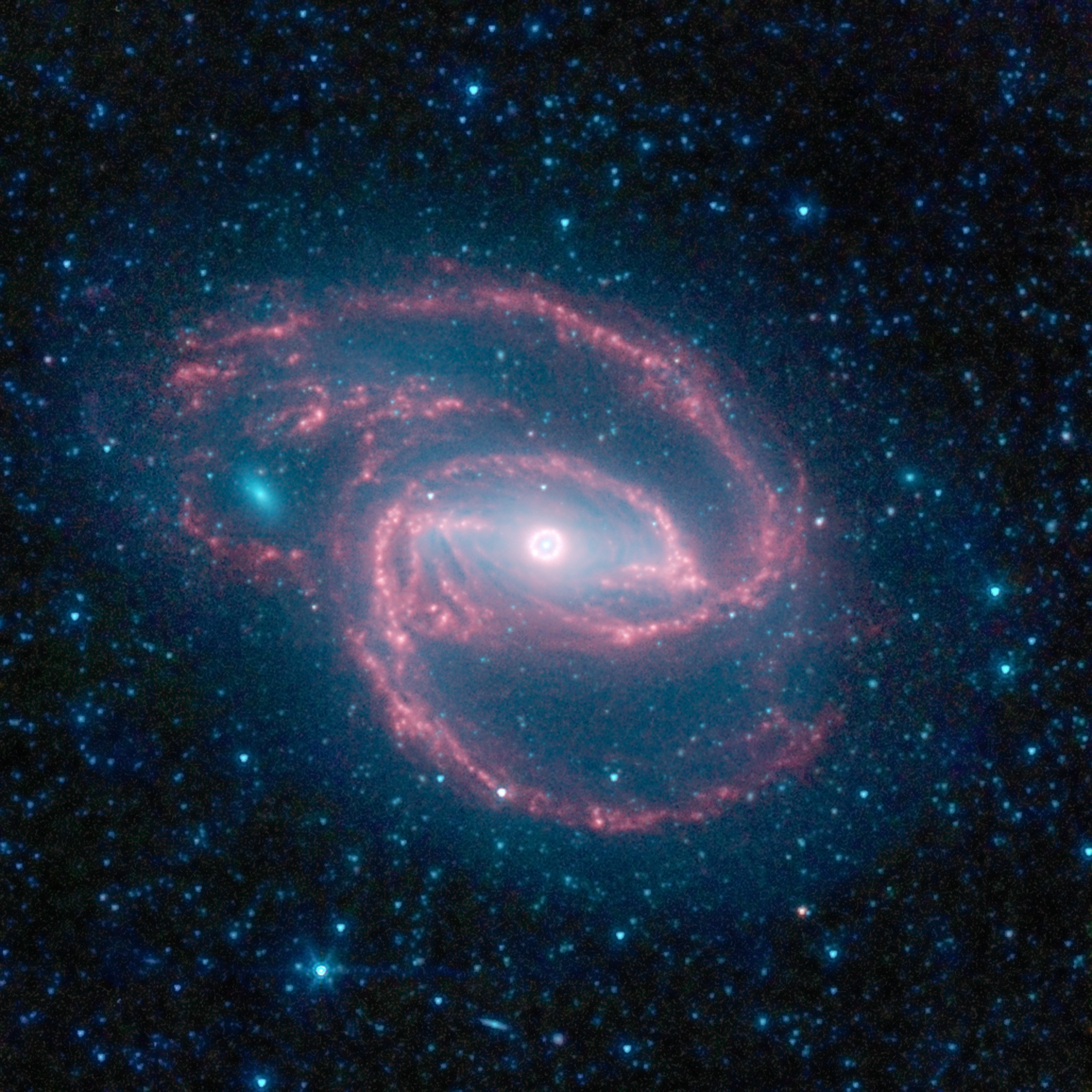
Infrarött, Spitzerteleskopet
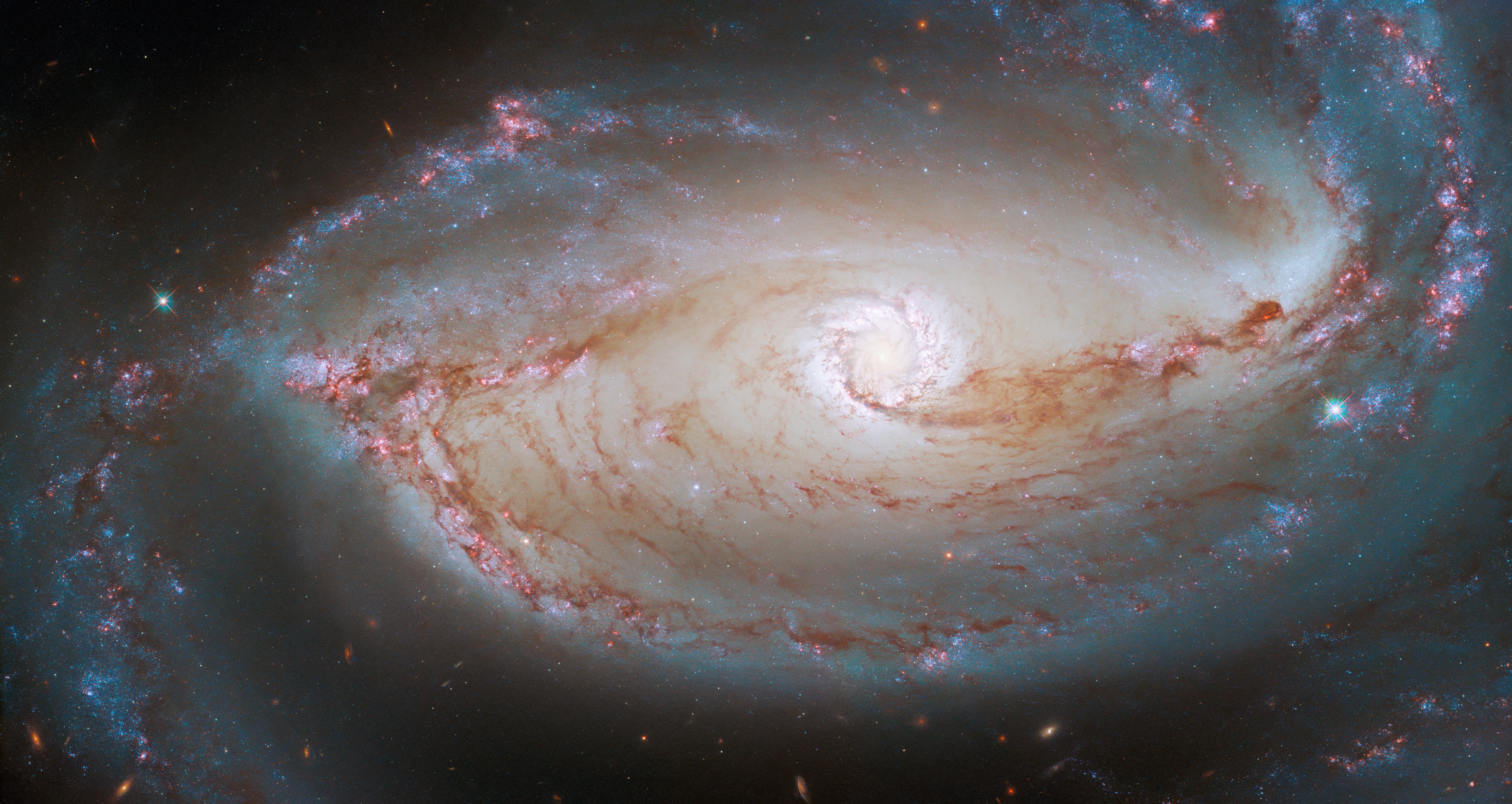
Central region, Hubbleteleskopet
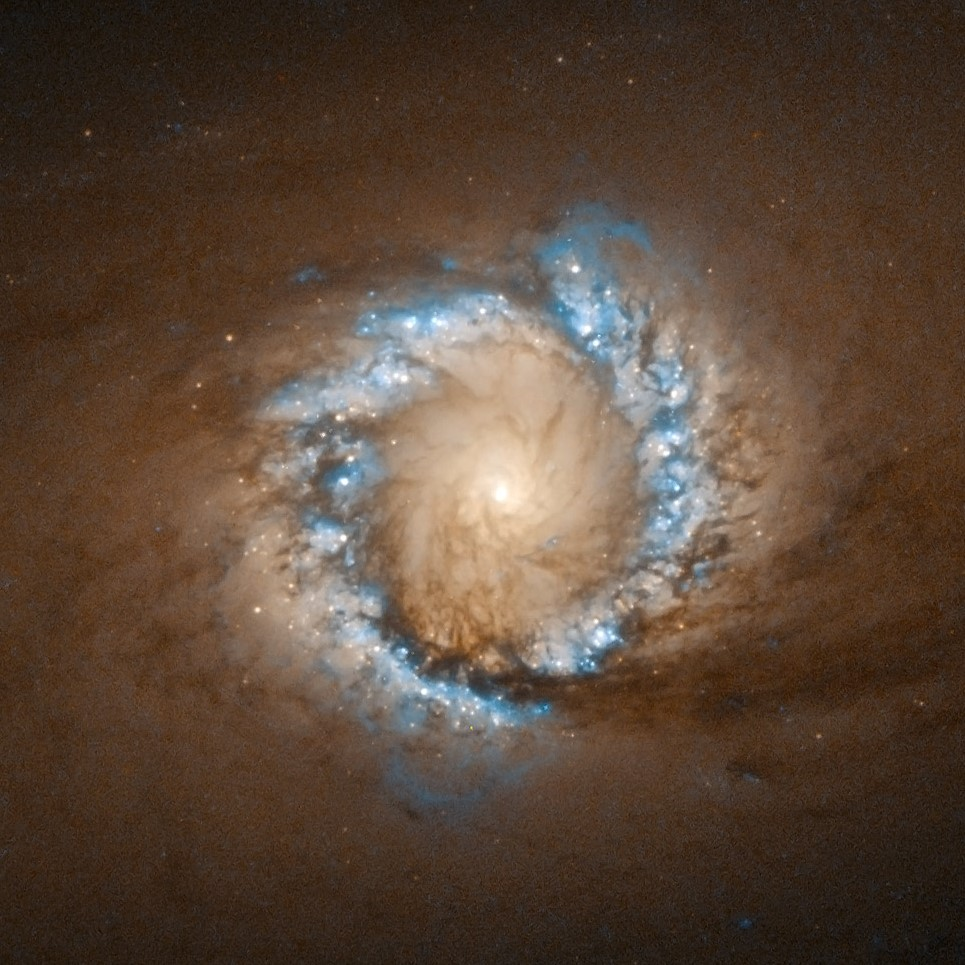
Ring av stjärnfödelse, och stoft, gas och skräp från galaxen, som kanaliseras in i det supermassiva svarta hålet i dess centrum. Hubbleteleskopet, 2004
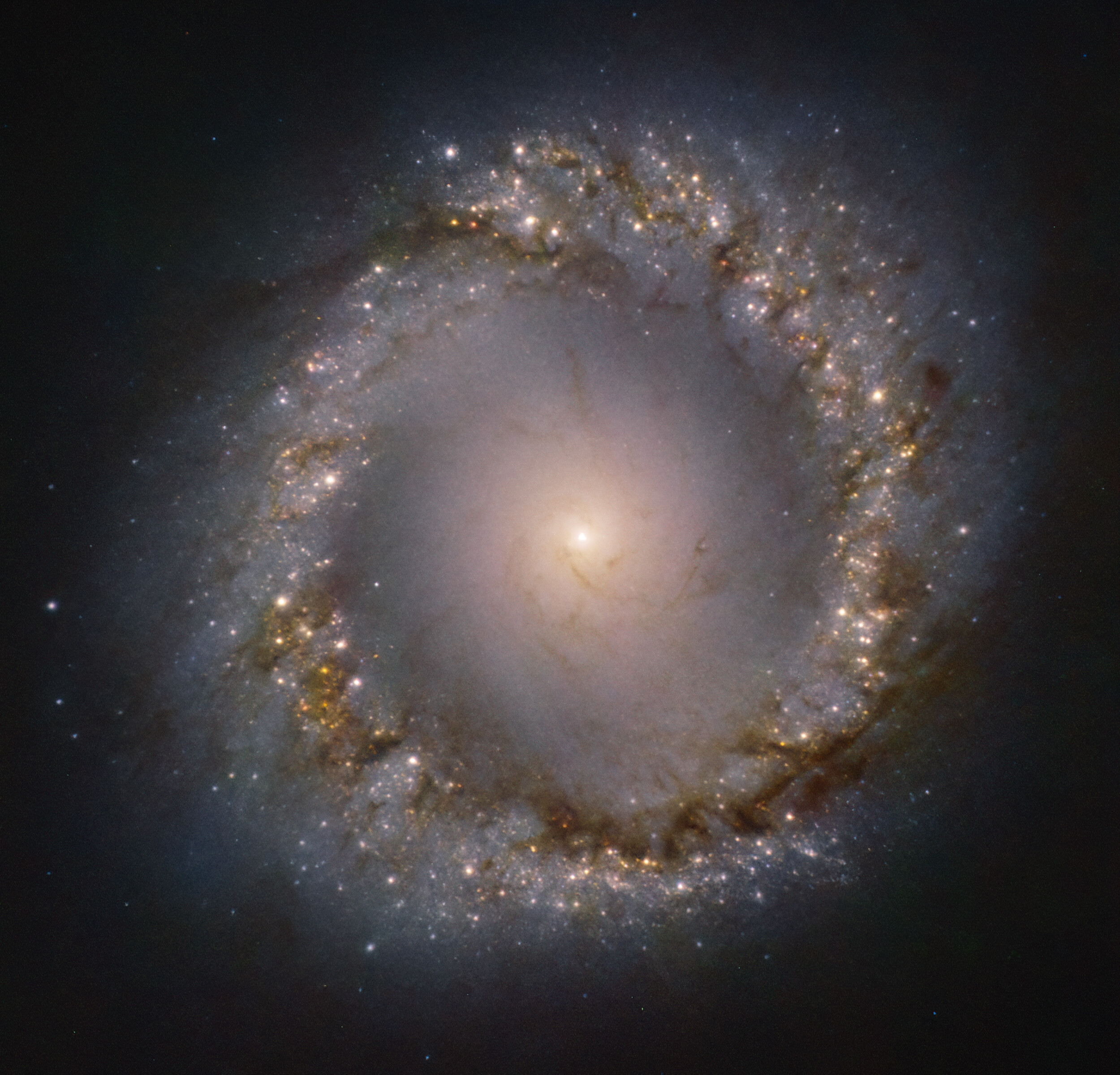
… och med ett Very Large Telescope med en diameter på 8 meter och adaptiv optik, 2022